# البكرة (خولان)
البكرة هي إحدى قرى عزلة بني شداد بمديرية خولان التابعة لمحافظة صنعاء، بلغ تعداد سكانها 278 نسمة حسب تعداد اليمن لعام 2004.